# Sun Devil Stadium
Sun Devil Stadium is een Americanfootballstadion in Tempe, Arizona. Het stadion opende zijn deuren op 4 oktober 1958. Het was tussen 1988 en 2005 de thuisbasis van de Arizona Cardinals, waarna de club in 2006 verhuisde naar het University of Phoenix Stadium. Het stadion, dat op de campus van de Arizona State University ligt, is sinds zijn opening het stadion van Arizona State Sun Devils, het college-Americanfootballteam van de universiteit.
Het stadion was tussen 1971 en 2006 het toneel van de Fiesta Bowl, een college-Americanfootballwedstrijd die voor 1982 in december gespeeld werd en die vanaf 1982 jaarlijks op nieuwjaarsdag of in de week na nieuwjaarsdag gehouden wordt. Het stadion was eveneens de locatie voor Super Bowl XXX in 1996.